# Flammes Carolo Basket Ardennes
Flammes Carolo Basket Ardennes is een Franse basketbalclub voor dames uit Charleville-Mézières actief in de Ligue féminine de basket, de hoogste Franse damesbasketbalcompetitie.
Op het palmares een halve finale van de eindronde van het kampioenschap in 2016 en 2017, winnaar Coupe de France in 2025 en finaliste van de Coupe de France in 2017, 2018, 2019 en 2021.

## Erelijst
- Coupe de France (1):

2025
2017, 2018, 2019, 2021 (Runner-up)
- Match des champions:

2018 (Runner-up)